# Kurtis Blow (album)
Albums de Kurtis Blow
Deuce
(1981)
Singles
1. Christmas Rappin'
Sortie : 1979
2. The Breaks
Sortie : 1980
3. Throughout Your Years
Sortie : 1980
4. Hard Times
Sortie : 1981

Kurtis Blow est le premier album studio de Kurtis Blow, sorti le 29 septembre 1980.
Cet opus comprend le tube The Breaks qui a été samplé à de très nombreuses reprises, notamment par KRS-One (MC's Act Like They Don't Know), Timbaland (Boardmeeting), De La Soul (Brakes), The Notorious B.I.G. (Stop the Breaks), Ice Cube (You Can Do It) ou encore Common (Breaker 1/9).
L'album s'est classé 10e au Top R&B/Hip-Hop Albums et 71e au Billboard 200.

## Liste des titres
| 1. | Rappin' Blow, Pt. 2 | 4:42 |
| 2. | The Breaks          | 7:43 |
| 3. | Way Out West        | 7:43 |

| 1. | Throughout Your Years                           | 5:21 |
| 2. | Hard Times                                      | 4:38 |
| 3. | All I Want in This World (Is to Find That Girl) | 5:00 |
| 4. | Takin' Care of Business                         | 5:31 |

| 8. | Christmas Rappin'     | A Visit From St. Nicholas de Clement Clarke Moore | 3:57 |
| 9. | Breaks [Instrumental] |                                                   | 5:52 |